# 鄭周永
鄭 周永（チョン・ジュヨン、てい しゅうえい、1915年11月25日 - 2001年3月21日）は、韓国の実業家、政治家。現代財閥の創業者。第14代国会議員。雅号は峨山（アサン、がさん、아산）。本貫は河東鄭氏。

## 生い立ち
1915年、江原道通川郡松田面峨山里（現・北朝鮮所属）の貧しい農家に、6男2女の長男として生まれた。1930年、松田（ソンチョン）小学校を次席で卒業したが、家出を繰り返し元山で建設労務者として働くようになった。
1934年、京城（現・ソウル特別市）の米屋に就職し、1938年に京城の新堂洞で米穀商・京一商会を開業した。翌年米が配給制になったため、米屋を廃業して自動車部品修理業を始めた。この会社は後に日本人の会社に合併されるが、これが自動車業界とかかわりをもつ契機となった。1942年に企業整理令により自動車部品修理業を廃業した以後、鉱山関連事業をして解放を迎えた。なお、当時の創氏改名では「加藤」を氏に設定していた。

## 現代財閥創業
独立後の1946年ソウルで現代自動車工業社（修理業）、翌年、現代土建社（後、現代建設）を開業し、朝鮮戦争時にはアメリカ軍の通訳士官だった弟の鄭仁永の助けを借りて米軍の建設工事を受注した。軍事政権の時期に軍事基地、ダム、京釜高速道路、原子力発電所建設などの大規模プロジェクトを手がけ、1972年には韓国で初めて造船業に進出し、蔚山に現代造船所（後、HD現代重工業）を建設した。
1973年にオイルショックが起こると、オイル・マネーで潤う中東の建設工事に進出して外貨獲得に貢献した。1976年に受注したサウジアラビアのジュペール産業港海上タンカーターミナルは世界的にも知られている。鄭周永の手法は全く手がけたことのない事業でもまず安値で受注を獲得し、方法は後から考えるというものだった。
この間、現代自動車、現代建設、現代重工業、現代鋼管など現代グループの各社を次々に創業している。「1万5000トン級の経験しかないのに30万トン級の船を受注した。それから日本のK造船に研修員を送り込み設計図から道具まで盗んだ。この時、盗んだ総量はコンテナ2台分になった」とする記述もある。
1980年代には造船が隆盛を迎え、現代重工業の造船所がある蔚山は現代グループの城下町となった。この頃、現代自動車はフォードの技術協力から小型車生産を巡って揉めていたが1970年代から日本の三菱自動車の久保富夫社長の厚意から韓国の自動車産業の基礎といえる技術供与を受けた。技術供与された現代自動車は自動車生産を本格化し、2012年には三菱自動車はヨーロッパ市場で劣勢に追い込まれて、生産工場を閉鎖している。こうして鄭周永は裸一貫から一代にして韓国最大の財閥オーナーとなった。またこれら企業の株式を寄贈して峨山財団を設立し、大規模な福祉事業も行うようになった。

## 政治活動
1981年、厭々ながらもオリンピック誘致民間委員会委員長に選ばれ、同年のIOCバーデンバーデン総会では、当選確実とみられていた名古屋を覆し、ソウルオリンピック誘致に成功している。誘致成功は引き受けた以上は全力を尽くさなければならないと猛烈なロビー活動を行った鄭周永の功績である。
鄭周永は1987年に現代グループの名誉会長に退き、各企業の経営は弟や息子たちに任せて、全国経済人連合会会長など財界活動に力をいれた他、1992年には統一国民党を創設して、同年の大統領選挙に出馬した。この選挙では金泳三（民主自由党）が当選し、鄭周永は新政権に睨まれて選挙違反で起訴されたりした。
1989年1月には中国経由で初めて北朝鮮を訪問した。1998年、北朝鮮との関係改善を打ち出した金大中大統領が就任した後は対北朝鮮事業に意欲を燃やし、1998年6月16日には前回のような中国からではなく、板門店経由で北朝鮮に贈与する牛500頭をトラックに載せて2回目の北朝鮮訪問を行い、世間を驚かせた。
2回目の北朝鮮訪問時に金剛山観光ツアーの開始で合意したが、なかなか話が進まないと見るや同年10月27日に3度目の訪朝をして金正日と会談し、金正日から直接金剛山観光ツアーの実施許可を貰い、11月18日には最初の金剛山観光ツアーを送り出すことに成功した。鄭周永のこうした努力は金大中の太陽政策と連動し、南北の歩みよりに大きく貢献したと評価されている。
その一方で金剛山観光事業に絡んだ北朝鮮への5億ドル送金容疑で捜査を受け、息子の鄭夢憲が2003年に自殺。金剛山観光は巨額の赤字を抱えたが、07年頃から事業としての目途が立ったとされる。しかし、軍事区域に入り込んだ韓国人観光客を北朝鮮の兵士が射殺する事件が発生したことを受けて、韓国政府は2008年より金剛山への観光ツアーを停止した。だから、一部では鄭周永の郷里は金剛山の近くにあり、故郷懐かしさのあまりに晩節を汚したと批判する意見もある。
金剛山観光などの対北事業を行う現代峨山や前述の峨山財団などの名称に含まれる「峨山」は鄭周永の雅号から来ている。

## 晩年
1998年のアジア通貨危機は韓国経済に大打撃を与え、当時の韓国最大財閥だった現代財閥も例外ではなかった。金大中政権の財閥改革政策と相まって、現代財閥も解体・分離・衰退の憂き目を見た。財閥企業の株式の多くは公開され、鄭一族のコントロールが効かなくなっている。この頃には現代財閥の後継者をめぐって、鄭周永の息子たちの争いが世間の注目を集めた。
現代グループは兄弟間の経営権紛争に巻き込まれ、流動性の危機に陥った。気力が衰えてから、外部活動も減らし、病院と自宅で医療陣の看護を受けてきた。
2000年6月の北朝鮮訪問後に体調を崩して長期入院し、2001年3月21日に肺炎による急性呼吸不全のためソウル中央病院で死去した。

## 逸話

### トコジラミ
若年時に建設業での肉体労働に従事していた際、労働者たちの宿舎にはトコジラミが繁殖していた。鄭は虫害を避けるため、宿舎ではなく食堂の食卓の上で眠っていた。しかしトコジラミが天井から鄭の体へと落下し、咬害を受けたという。
この経験から「トコジラミも生きるためにこのように努力している」と考え、奮起した結果、成功を収めたのだと後年に語っていた。
また、鄭は屈辱を感じた際に「トコジラミにも及ばない奴」という表現を用いた。

### チョウセンニンジン
1980年当時、江原道麟蹄郡でシンマニが山中で650年以上生えた長さ約130cm、重さ約149gの巨大なチョウセンニンジンを見つけたという噂を聞くと、すぐに現地に行ってそのチョウセンニンジンを7800万ウォンで購入し、シンマニの家で3時間以上かけて完食した。

### 交友関係
俳優のチェ・ブラムと親交がある。鄭はチェが主演を務めるMBCのドラマ『田園日記』に20～30分ぐらい農夫役として出演する予定があったが、現代グループの社長団40余人の引き止めで出演が中止になった。また、チェの政界進出も鄭が後押ししたものである。
李明博は現代グループの現代建設の社長・会長を14年間務めたが、1992年の李の退社および政界進出以降は仲が冷淡になった。李がモチーフであった韓国放送のドラマ『野望の歳月』での描写などが原因だと思われる。

### 日本造船企業からの窃盗
2007年5月21日にインタビューで鄭は、自社が1万5000トン級の経験しかなかった時代に30万トン級の船を受注したがため、親しかった日本企業K造船会長に研修を頼んだ。しかし、1年間2人の現代造船社員の韓国人を研修員を働かせる許可を貰って送り込んだ韓国人に対して、造船設計図から道具まで役立つことを全て盗むことを命じたことを明かしている。2人が盗んだ総量はコンテナ2台分と明かし、「”技術を盗む”のは事実上国際的慣行だ」と主張し、それによって自社の企業技術を高めたと述べている。

## 子息
- 長男 - 夢弼（1934年1月1日生まれ）仁川製鉄社長。1982年4月29日交通事故死
- 次男 - 夢九（1938年4月19日生まれ）現代自動車を継承。2006年4月28日不正資金疑惑で逮捕
- 三男 - 夢根（朝鮮語版）（1942年4月11日生まれ）現代百貨店会長
- 四男 - 夢禹（朝鮮語版）（1945年2月25日生まれ）現代アルミニウム会長。1990年4月25日自殺
- 五男 - 夢憲（1948年9月14日生まれ）現代グループを継承・2003年8月4日自殺
- 六男 - 夢準（1951年10月7日生まれ）現代重工業を継承。元ハンナラ党代表、国会議員。2002年W杯招致の立役者と言われる。
- 七男 - 夢允（朝鮮語版）（1955年3月18日生まれ）現代海上火災取締役会議長
- 八男 - 夢一（朝鮮語版）（1959年生まれ）現代企業金融会長
- 長女 - 慶姫（1944年生まれ）

## 兄弟
- 弟 - 仁永（朝鮮語版）（1921年生まれ）東亜日報記者、現代建設社長、漢拏建設名誉会長
  - 甥 - 夢元（朝鮮語版）（1955年生まれ）漢拏グループ会長、大韓アイスホッケー協会会長
- 弟 - 順永（朝鮮語版）（1923年生まれ）現代セメント社長、星宇グループ名誉会長
  - 甥 - 夢善（1954年生まれ）現代セメント会長、星宇グループ会長
- 妹 - 熙永（1923年生まれ）HD現代重工業代表理事
  - 甥 - 金允洙（1946年生まれ）韓国フランジ工業会長
- 弟 - 世永（朝鮮語版）（1928年生まれ）現代自動車名誉会長、現代産業開発名誉会長
  - 甥 - 夢奎（1962年生まれ）現代自動車社長、現代産業開発会長、大韓サッカー協会会長、元FIFA理事
- 弟 - 信永（1931年生まれ）、東亜日報記者、早世
  - 甥 - 夢爀（1961年生まれ）現代綜合商社会長
- 弟 - 相永（1936年生まれ）KCCグループ名誉会長
  - 甥 - 夢進（1960年生まれ）KCCグループ会長